# The Oregon Trail
The Oregon Trail è un videogioco educativo sviluppato nel 1971 e ambientato sulla pista dell'Oregon, uno dei principali percorsi di emigrazione verso il West nel XIX secolo, che conduceva dalla zona del Missouri all'Oregon Country.
Il giocatore gestisce un gruppetto di emigranti che nel 1848 affronta la pista con un carro Conestoga e deve cercare di giungere sano e salvo a destinazione.
Il gioco è stato utilizzato come strumento educativo in molte scuole elementari statunitensi e costituisce un precoce esempio di impiego di tecnologie informatiche nell'educazione primaria. La frase "You have died of dysentery" ("Sei morto di dissenteria"), che può apparire nel gioco, è diventata celebre negli Stati Uniti tanto da essere stampata su magliette.
GameSpot elenca Oregon Trail tra "i più grandi giochi di tutti i tempi".

## Modalità di gioco
Il gioco nasce come avventura testuale, nelle versioni successive vengono aggiunte anche parti grafiche. Scopo del gioco è attraversare la pista per l'Oregon cercando di mantenere in salute i 5 membri del gruppo, che hanno bisogno di nutrirsi e riposare e sono soggetti alle malattie, e possono morire per varie cause, ad esempio morsi di serpente o annegamento durante l'attraversamento di fiumi. Se si termina il percorso si ottiene un punteggio che dipende principalmente da numero e salute delle persone portate in salvo, e dal livello di difficoltà scelto, che determina la quantità di denaro disponibile inizialmente.
Il viaggio si articola in tappe corrispondenti a località storiche o geografiche del West, con differenti caratteristiche climatiche dipendenti anche dalla stagione. Il giocatore deve compiere scelte gestionali con le risorse limitate di cui dispone.
Può sempre decidere quando mettersi in cammino e quando fermarsi, con quali razioni alimentari e quale passo; il passo più forzato permette di percorrere più strada giornalmente, in funzione anche del numero di buoi disponibili, ma causa maggiore stanchezza e debilitazione. Nelle tappe abitate è possibile acquistare rifornimenti, quali cibo, vestiti, buoi, parti di ricambio per il carro, cartucce. Scambi commerciali possono occasionalmente essere fatti con altri emigranti. È possibile parlare con altri emigranti o gente del posto per ottenere informazioni e curiosità sulla vita dei pionieri. Eventi casuali possono capitare tra una tappa e l'altra, come furti, guasti del carro, clima avverso. Durante tutto il percorso è possibile anche cacciare per ottenere del cibo, ma con un consumo di tempo e di cartucce; nelle prime versioni il successo della caccia era determinato dalla velocità con cui si digitavano parole come "BANG", mentre con l'avvento della grafica la caccia venne realizzata con sequenze sparatutto.

## Sviluppo
Fu sviluppato inizialmente su un mainframe da Don Rawitsch con l'aiuto di Adam Huminsky e Paul Dillenberger, tre studenti senior del Carleton College. Rawitsch intendeva utilizzarlo come gioco educativo per la classe in cui insegnava storia degli Stati Uniti. Nel 1974 il gioco venne distribuito dal Minnesota Educational Computing Consortium (MECC) sulla propria rete scolastica dello stato del Minnesota; la prima edizione commerciale fu nel 1980 sul dischetto Elementary Volume 6 — Social Studies. Ci furono in seguito conversioni per personal computer: per Apple II nel 1979, per Atari 8-bit nel 1982, per Commodore 64.
La prima conversione pubblicata commercialmente dal MECC come prodotto a sé stante fu per Apple II nel 1985, dotata di semplici animazioni e di sequenze d'azione (la caccia, la discesa del fiume).
Seguiti e rifacimenti continuarono ad uscire: Oregon Trail e Oregon Trail Deluxe per MS-DOS nel 1990 e 1992, seguito da Oregon Trail II per Windows/Mac OS nel 1996, The Oregon Trail 3rd Edition nel 1997 (prodotto da The Learning Company che aveva acquisito MECC), e ancora 4th e 5th Edition. Gameloft creò nel 2008 una versione per telefoni cellulari, e nel 2009 per iPhone e iPod touch. Esistono versioni per WebOS e DSiWare. Il MECC produsse anche i titoli simili The Yukon Trail e The Amazon Trail nel 1994, ambientati rispettivamente nella corsa all'oro del Klondike e sul Rio delle Amazzoni.